# Hanatsuki-hime
Hanatsuki-hime (jap. 花月姫; ang. A Princess with a Flower) – manga autorstwa Wataru Hibiki. 

## Opis fabuły
Jest to historia 15-letniej Lys, dziewczyny-tancerki. Po narodzinach jej serce nie biło, więc zrozpaczona matka postanowiła poprosić o pomoc demona, który zgodził się użyczyć dziewczynie swojego serca, ale tylko na 16 lat. Po tym czasie Lys będzie musiała zwrócić serce właścicielowi i zostanie przez niego pożarta. Na dodatek tancerka, na znak zawarcia kontraktu, ma na swojej klatce piersiowej wygrawerowany znak w kształcie kwiatu. Ludzie tak naznaczeni (czyli żyjący z sercem diabła) są nazywani "hanatsuki" i są często atakowani przez inne demony. Lys, wraz ze swoim przyjacielem Sivą, wyrusza w podróż w celu odnalezienia demona i próby przedłużenia swojego życia.

## Postacie
- Lys Lily – 15-letnia dziewczyna żyjąca dzięki pożyczonemu od demona sercu (hanatsuki). Jest tancerką brzucha. Udaje się w podróż z przyjacielem Sivą, aby poprosić diabła o przedłużenie kontraktu.
- Siva Lei – młody chłopak, który podróżuje wraz z Lys i opiekuje się nią odkąd była dzieckiem. Podczas gdy Lys tańczy, on gra na mandolinie. Jest demonem, który pożyczył dziewczynie swoje serce.
- Russet – książę królestwa Iolite.
- Thor – dżin, który mieszka w pierścieniu, który otrzymała Lys i pojawia się po jego potarciu.